# Malen II
Pour les articles homonymes, voir Malen.
Malen II ou Malene II est un village du Cameroun situé dans la région de l'Est et le département du Haut-Nyong. Il fait partie de l'arrondissement de Somalomo.

## Population
En 1966-1967, Malen II comptait 95 habitants. Lors du recensement de 2005, on y a dénombré 46 personnes.
Ce sont pour la plupart des Badjoué.